# Моносексуалност
Моносексуалност је романтична или сексуална привлачност према члановима искључиво једног пола или рода. Моносексуална особа се може идентификовати као хетеросексуална или хомосексуална. У дискусијама око сексуалне оријентације, овај термин се користи углавном насупрот бисексуалности или пансексуалности и разним другим идентитетима који су родно-укључиви или родно неутрални. Некада људи на које се односи, нарочито геј мушкарци и лезбијке, сматрају овај термин погрдним или увредљивим.
Кинсијеви извештаји су пронашли да, у доживљајима који доводе до оргазма, 63% мушкараца и 87% жена могу да се опишу као "искључиво хомосексуални" или "искључиво хетеросексуални", па самим тим моносексуални.

## Алтернативна дефиниција
Термин моносексуалност се такође користи као супротност полиаморији (која се често меша са полисексуалношћу), која се користи за људе који желе или имају фантазије о сексуалним односима са више од једног партнера. Под овом дефиницијом, моносексуална особа жели сексуалне односе само са једним партнером и (као и полиаморични људи) може бити хомосексуална, бисексуална или хетеросексуална.